# Cuencas costeras entre laguna Blanca, seno Otway, canal Jerónimo y estrecho Magallanes
Cuencas costeras entre laguna Blanca, seno Otway, canal Jerónimo y estrecho Magallanes es el nombre dado al ítem 125 del inventario de cuencas de Chile por la Dirección General de Aguas. El ítem contiene varias cuencas naturales ubicadas en la Región de Magallanes de Chile con algunas de ellas provenientes de Argentina. El ítem solo considera la parte chilena de las hoyas.
A partir de los años 70 se ha ampliado el concepto de cuenca hasta entender, ya en los primeros años del siglo XXI, una cuenca hidrográfica en lo que respecta a su definición espacial y funcional, como la unidad geopolítica y socioeconómica más apropiada y racional para el desarrollo integrado de los recursos de tierras y aguas asociados a la vegetación y en conjunto con los usuarios de nivel local y regional.: 17 

Red hidrográfica del ítem 125.

## Límites

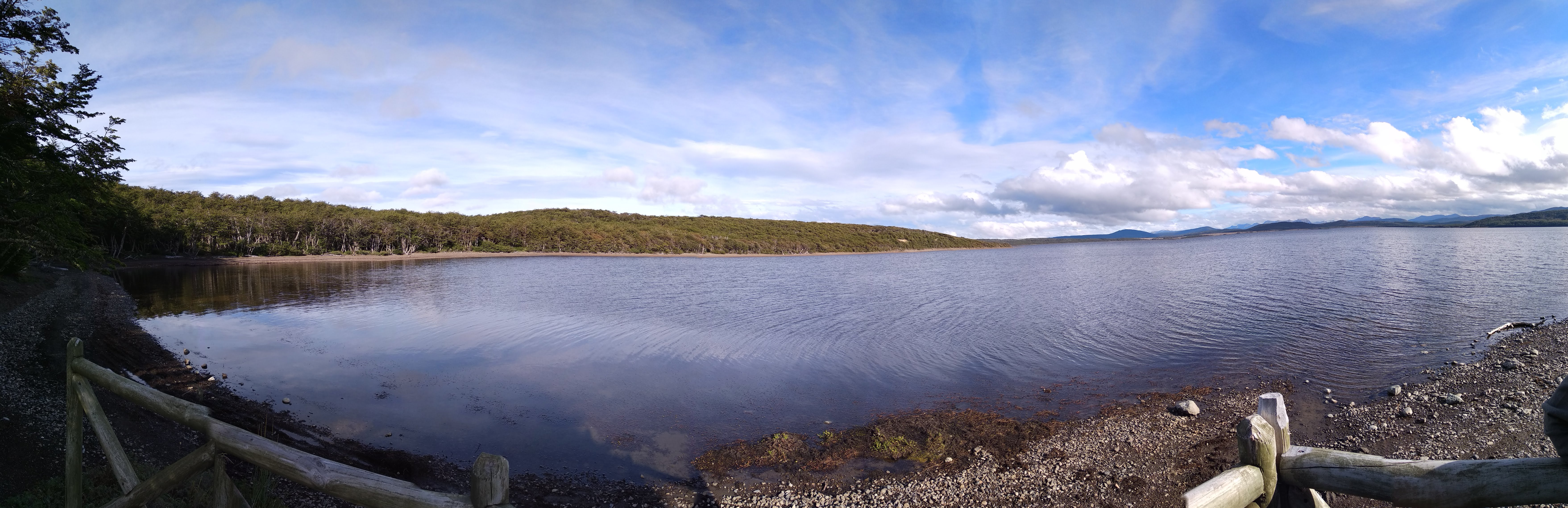
Laguna Parrillar.

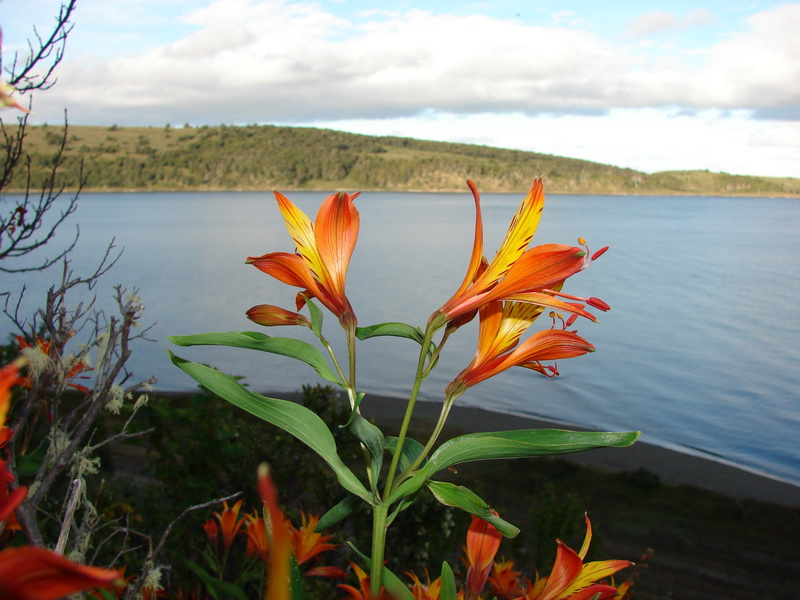
Paisaje de la península Brunswick.

Las cuencas limitan al sur con el estrecho de Magallanes, al norte con el seno Otway y con las cuencas vertientes del Atlántico (que son la parte chilena de la cuenca del río Gallegos) y más al oriente, con los cabezales de las cuencas argentinas al sur de la hoya del Gallegos. El ítem 125 se refiere solo a la parte chilena de las cuencas naturales, es decir alcanza hacia el norte solo hasta la frontera internacional que es el paralelo 52°S y más al este la línea de cerros que delimita ambos países. Corresponde mayormente a la península de Brunswick y a la franja costera en que se encuentra Punta Arenas.
En total, el ítem abarca 12.042 km².: 2 

## Población
Las cuencas queda exclusivamente en la Provincia Magallanes de la Región de Magallanes y la única ciudad en ellas es Punta Arenas.
| Comuna        | Población total | Población urbana | Población rural | Densidad de población [n° hab./km2] |
| ------------- | --------------- | ---------------- | --------------- | ----------------------------------- |
| Laguna Blanca | 220             | 0                | 220             | 0,14                                |
| San Gregorio  | 723             | 0                | 723             | 0,23                                |
| Punta Arenas  | 128.846         | 123.403          | 5.443           | 18,35                               |
| Río Verde     | 0               | 0                | 0               | 0,00                                |
| Total         | 129.789         | 123.403          | 6.386           | 11,10                               |

## Subdivisiones
La Dirección General de Aguas subdivide o reúne las cuencas de Chile acorde a las necesidades de estudio y gestión. Existen dos inventarios que han logrado ser aceptados como principales, el inventario de cuencas del Banco Nacional de Aguas (BNA) de 1978, de mayor uso, y el inventario de cuencas del Departamento de Administración de Recursos Hídricos (DARH) de 2014 de mejor cartografía que ha obligado a redefinir algunos límites, a veces con cambios mayores, pero también por algunas redefiniciones del concepto de subcuenca.
Bajo el BNA el código del ítem es 125 y con el DARH es 1210.
La subdivisión del BNA es como sigue:
| Cuenca                                                                              | Subcuenca | Subsubcuenca | Aguas                                                                 | Área drenaje km² | Observaciones |
| ----------------------------------------------------------------------------------- | --------- | ------------ | --------------------------------------------------------------------- | ---------------- | ------------- |
| 125 Costeras entre Laguna Blanca, Seno Otway, Canal Jerónimo y E. Magallanes (mapa) |           |              |                                                                       |                  |               |
| 125                                                                                 | 1250      | 12500        | Laguna Blanca                                                         | 1008             |               |
| 125                                                                                 | 1251      | 12510        | Costeras entre L Blanca, P Brunswich y Sta Susana                     | 2213             |               |
| 125                                                                                 | 1252      | 12520        | Río Santa Susana                                                      | 962              |               |
| 125                                                                                 | 1253      | 12530        | Canal Chorrillos Kimir Aiki - Cañadón Grande                          | 1096             |               |
| 125                                                                                 | 1254      | 12540        | Costeras Entre Chorrillo Kimir Aiki y Cañadón Grande                  | 1094             |               |
| 125                                                                                 | 1255      | 12550        | Costeras entre Cañadón Grande y Punta Dungeness                       | 1231             |               |
| 125                                                                                 | 1256      | 12560        | Costeras Entre Río Los Patos (Incluido) y Río Grande                  | 569              |               |
| 125                                                                                 | 1256      | 12561        | Río Grande                                                            | 298              |               |
| 125                                                                                 | 1256      | 12562        | Costeras entre Río Grande y Río La Caleta                             | 521              |               |
| 125                                                                                 | 1256      | 12563        | Río La Caleta                                                         | 273              |               |
| 125                                                                                 | 1256      | 12564        | Costeras entre Río La Caleta y Angostura Titus                        | 613              |               |
| 125                                                                                 | 1256      | 12565        | Costeras del Fiordo Silva Palma Entre Angostura Titus y Monte del Sol | 430              |               |
| 125                                                                                 | 1256      | 12566        | Costeras entre Monte del Sol y Punta Lancien                          | 638              |               |
| 125                                                                                 | 1256      | 12567        | Costeras entre Punta Lancien y Ensenada Hyatt                         | 732              |               |
| 125                                                                                 | 1257      | 12570        | Costeras Entre Ensenada Hyatt y Batchelor (Incluido)                  | 294              |               |
| 125                                                                                 | 1257      | 12571        | Costeras entre Río Batchelor y Río San Bernabe                        | 238              |               |
| 125                                                                                 | 1257      | 12572        | Costeras Entre Río San Bernabe (Incluido) y Río San José              | 372              |               |
| 125                                                                                 | 1257      | 12573        | Río San José                                                          | 370              |               |
| 125                                                                                 | 1257      | 12574        | Costeras entre río San José y río del Oro (Bahía Snug)                | 342              |               |
| 125                                                                                 | 1257      | 12575        | Costeras entre Río del Oro y Río de Genner                            | 314              |               |
| 125                                                                                 | 1258      | 12580        | Río de Genner                                                         | 260              |               |
| 125                                                                                 | 1258      | 12581        | Costeras entre Río de Genner y Río San Juan                           | 428              |               |
| 125                                                                                 | 1258      | 12582        | Río San Juan                                                          | 846              |               |
| 125                                                                                 | 1258      | 12583        | Costeras entre Río San Juan y Río Agua Fresca                         | 528              |               |
| 125                                                                                 | 1258      | 12584        | Río Agua Fresca                                                       | 172              |               |
| 125                                                                                 | 1258      | 12585        | Costeras Entre Río Agua Fresca y Río de los Ciervos                   | 660              |               |
| 125                                                                                 | 1258      | 12586        | Costeras Entre Río de los Ciervos (Incluido) y Río Chabunco           | 438              |               |
| 125                                                                                 | 1258      | 12587        | Costeras Entre Río Chabunco (Incluido) y Río Pescado                  | 468              |               |
| 125                                                                                 | 1258      | 12588        | Río Pescado                                                           | 116              |               |
| 125                                                                                 | 1258      | 12589        | Isla Isabel                                                           | 240              |               |
| total:                                                                              | 9         | 30           | Región: XII (100%) / Tipo: Exorreica / Desemb.: O. Pacífico           | 17524            |               |

La disposición de cuencas en el inventario DARH es la siguiente:
| Código                                  | Nombre                                             | Código en mapa | Tipología de cuenca | Vertiente de cuenca | Origen de cuenca | Temperatura media anual (C°) | Temperatura máxima (C°) | Temperatura mínima (C°) | Precipitación anual (mm) | Número de estaciones fluviométricas | Número de estaciones pluviométricas | Área (km²) |
| --------------------------------------- | -------------------------------------------------- | -------------- | ------------------- | ------------------- | ---------------- | ---------------------------- | ----------------------- | ----------------------- | ------------------------ | ----------------------------------- | ----------------------------------- | ---------- |
| Cuencas Fronterizas Vertiente Atlántica |                                                    |                |                     |                     |                  |                              |                         |                         |                          |                                     |                                     |            |
| 121005                                  | Costeras entre Cañadón Seco y Cañadón Grande       | 0              | Exorreica           | Atlántico           | Pluvial          | 6.0                          | 15.6                    | -2.0                    | 253.8                    | 0                                   | 0                                   | 247.5      |
| 121006                                  | Parque Pali Aike                                   | 0              | Exorreica           | Atlántico           | Pluvial          | 6.1                          | 16.0                    | -2.2                    | 243.4                    | 0                                   | 0                                   | 70.5       |
| 121007                                  | Cañadón Seco                                       | 0              | Exorreica           | Atlántico           | Pluvial          | 5.9                          | 15.7                    | -2.0                    | 243.9                    | 0                                   | 0                                   | 794.5      |
| 121008                                  | Cerro Donoso                                       | 0              | Exorreica           | Atlántico           | Pluvial          | 6.3                          | 16.5                    | -2.1                    | 219.0                    | 0                                   | 0                                   | 165.1      |
| 121009                                  | Río Cigike y Río de Los Pozuelos                   | 0              | Exorreica           | Atlántico           | Pluvial          | 5.9                          | 15.8                    | -2.1                    | 229.8                    | 1                                   | 0                                   | 1603.0     |
| 121010                                  | Fronterizas entre Río Gallegos Chico y Río Cigike  | 0              | Exorreica           | Atlántico           | Pluvial          | 6.0                          | 16.1                    | -2.3                    | 213.7                    | 0                                   | 0                                   | 380.8      |
| 121011                                  | Río Gallegos Chico                                 | 0              | Exorreica           | Atlántico           | Pluvial          | 5.7                          | 15.8                    | -2.5                    | 233.4                    | 0                                   | 1                                   | 862.1      |
| 121012                                  | Laguna Potrok Aike                                 | 0              | Exorreica           | Atlántico           | Pluvial          | 0.0                          | 0.0                     | 0.0                     | 219.0                    | 0                                   | 0                                   | 115.6      |
| 121013                                  | Fronterizas entre R. Penitente y R. Gallegos Chico | 0              | Exorreica           | Atlántico           | Pluvial          | 5.8                          | 16.0                    | -2.7                    | 263.2                    | 0                                   | 0                                   | 938.8      |
| 12101400                                | Río Penitente entre Río del Medio y frontera       | 153            | Exorreica           | Atlántico           | Pluvial          | 5.5                          | 15.7                    | -3.0                    | 325.3                    | 1                                   | 1                                   | 584.4      |
| 12101401                                | Fronterizas entre Río Rubens y Río Penitente       | 154            | Exorreica           | Atlántico           | Pluvial          | 5.3                          | 15.6                    | -3.6                    | 384.6                    | 0                                   | 0                                   | 396.4      |
| 12101402                                | Río Rubens                                         | 155            | Exorreica           | Atlántico           | Pluvial          | 4.7                          | 14.7                    | -4.0                    | 551.0                    | 1                                   | 2                                   | 549.9      |
| 12101403                                | Río Penitente en junta con Río del Medio           | 156            | Exorreica           | Atlántico           | Pluvial          | 4.3                          | 14.3                    | -4.2                    | 467.7                    | 0                                   | 0                                   | 734.4      |
| 12101404                                | Río del Medio                                      | 157            | Exorreica           | Atlántico           | Pluvial          | 4.3                          | 14.2                    | -4.0                    | 457.2                    | 0                                   | 0                                   | 431.6      |
| 121018                                  | Cuencas Compartidas                                | 0              | Exorreica           | Atlántico           | Pluvial          | 0.0                          | 0.0                     | 0.0                     | 0.0                      | 0                                   | 0                                   | 206.9      |
| 121019                                  | Cuencas Compartidas                                | 0              | Exorreica           | Atlántico           | Pluvial          | 0.0                          | 0.0                     | 0.0                     | 0.0                      | 0                                   | 0                                   | 23.9       |
| 121020                                  | Cuencas Compartidas                                | 0              | Exorreica           | Atlántico           | Pluvial          | 0.0                          | 0.0                     | 0.0                     | 0.0                      | 0                                   | 0                                   | 98.6       |

## Hidrografía

Diagrama unifilar de cuerpos de agua en el ítem 125.

La cuenca de varias lagunas al norte de Punta Arenas son cuencas endorreicas, es decir no tienen emisario, aunque no han sido estudiadas exhautivamente.: 224 

### Red hidrográfica
Los cuerpos de agua considerados en esta categoría son:
Otras cuerpos de agua son laguna Islote (área 1,87 km²), laguna Jeanatte (0,87 km²), laguna Los Azules I (0,60 km²) y Laguna Los Azules (0,38 m²).

### Caudales y régimen
Las cuencas del ítem 125 tienen un régimen pluvio-nival.: 16 

### Glaciares
Según el Inventario Público de Glaciares de 2014, se identifica un total de 167 glaciares, representando un volumen total equivalente de agua en las cuencas de 0,2 km³.: 56 
Posteriormente, en el inventario público de glaciares de Chile 2022 se consignan para el ítem 128 glaciares que cubren 7 km² y almacenan un volumen estimado de 0,09 km³ de agua.

### Desaladoras
En las cuencas se encuentra el complejo indutrial Methanex Cabo Negro que desaliniza 63 l/s de agua de mar destinados a la producción de metanol.

## Obras hidráulicas
Respecto a las mediciones, en las cuencas existen ocho estaciones fluviométricas en funcionamiento que desde el punto de vista del control espacial de los flujos están bien emplazados. Estos son : "Río Pérez en Desembocadura" (BNA 12452001-0); "Río Grande en Seno Otway" (BNA 12561001-3); "Río Caleta en Seno Otway" (BNA 12563001-4); "Río San Juan en Desembocadura" (BNA 12582001-8); "Río Tres Brazos Antes Bt. Sendos" (BNA 12585001-4); "Río Leñadura Antes Bt. Sendos" (12585002-2); "Río Las Minas en Bt. Sendos" (BNA 12586001-k); y "Canal de Trasvase Estero Llau-Llau" (BNA 12586009-5): 39 

## Clima
Según la clasificación climática de Koeppen, se encuentran en las cuencas 4 tipos de clima:: 24 
- ET: Clima de tundra. En todo el interior de la península Brunswick y algunas zonas más altas de las cuencas, con 700 mm de precipitaciones anuales y temperaturas promedio anuales de  4 °C.
- Csc:  Clima mediterráneo frío lluvioso. Se aplica en y en torno a la ciudad de Punta Arenas, laguna Blanca y la parte costera de San Gregorio. Este clima tiene precipitaciones medias anuales de aproximadamente 900 mm y temperaturas medias anuales de 6 °C.
- Cfc: Clima templado lluvioso frío. Se encuentra en la costa de la península Brunswick, donde llueve más que en las cuencas alcanzando precipitaciones de 1800 mm anuales. Las temperaturas bordean 6,5 °C con variaciones térmicas moderadas dado la componente oceánica de este clima.
- Bsk: Clima semiárido. se encuentra al norte de las cuencas, en la divisoria de aguas con las cuencas Vertientes del Atlántico. Las precipitaciones alcanzan medias anuales de 120 mm. Las temperaturas medias son del orden de los 8 °C.

## Espacios protegidos
- Reserva nacional Magallanes
- Reserva nacional Laguna Parrillar
- Monumento Natural Los Pingüinos
- Monumento Natural Canquen Colorado[7]
- Humedal Tres Puentes
- Cabo Froward